# Euctenostega hypsicyma
Euctenostega hypsicyma är en fjärilsart som beskrevs av Louis Beethoven Prout 1916. Euctenostega hypsicyma ingår i släktet Euctenostega och familjen mätare. Inga underarter finns listade i Catalogue of Life.